# Evin Ahmad

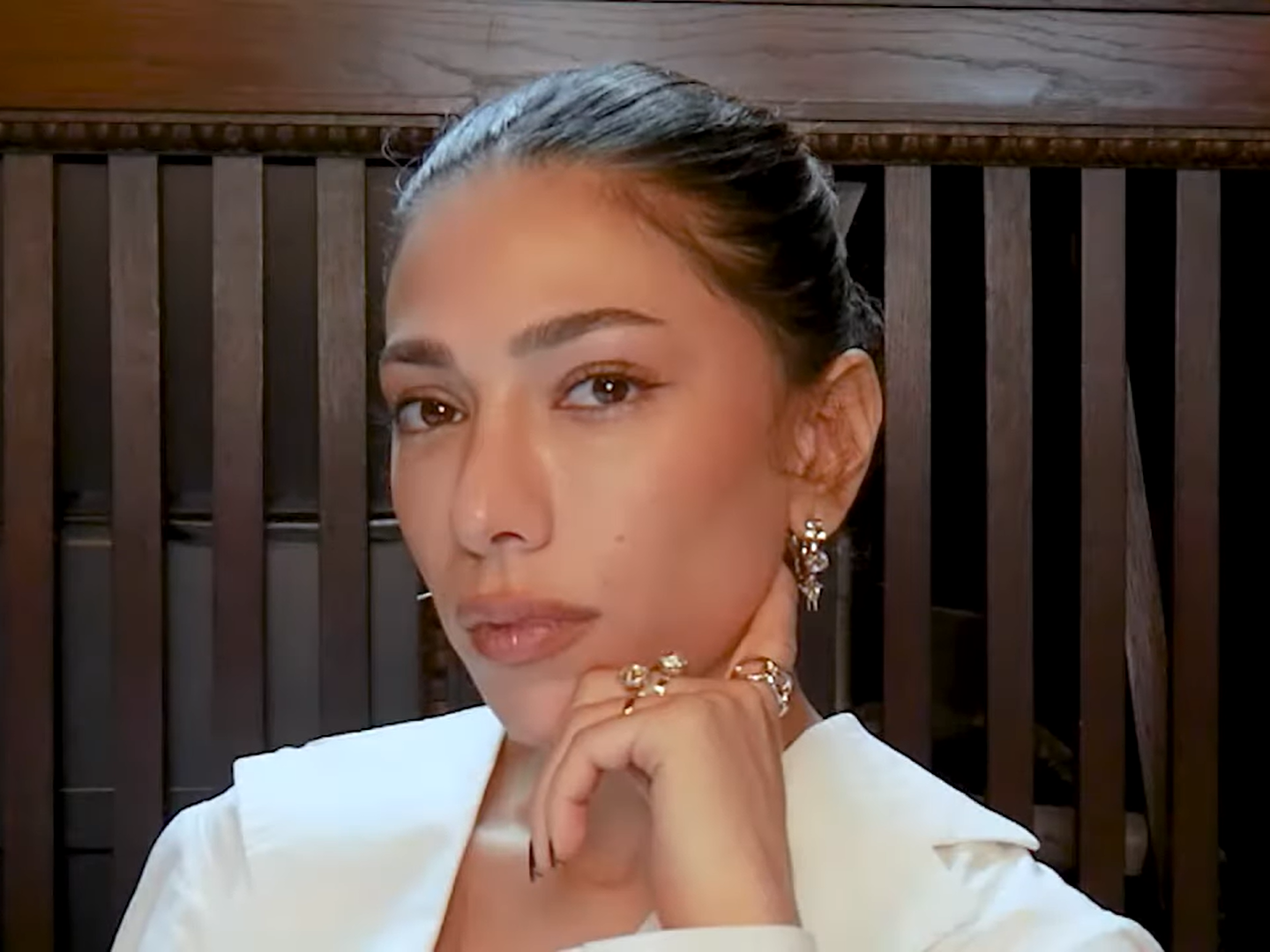
Ahmad bei den 72. Internationalen Filmfestspielen Berlin 2022

Evin Ahmad (kurdisch ئەڤین ئەحمەد Evîn Ehmed; * 8. Juni 1990 in Stockholm) ist eine schwedische Schauspielerin und Schriftstellerin.

## Leben
Evin Ahmad wurde 1990 als Tochter kurdischer Eltern in Stockholm geboren, wo sie auch aufwuchs. Ihr Vater ist ein Schauspieler aus Sulaimaniyya im Irak, ihre Mutter stammt aus Afrin in Syrien.
Ihr Filmdebüt gab sie 2007 als Yasmine in Ett öga rött, basierend auf dem gleichnamigen Roman von Jonas Hassen Khemiri. Von 2012 bis 2015 studierte sie an der Stockholms Dramatiska Högskola, der Stockholmer Hochschule für Dramatik. Am Folkteatern in Göteborg stand sie ab 2015 unter anderem in Nikolai Gogols Der Revisor sowie 2017 in Hamlet von William Shakespeare auf der Bühne. Ebenfalls 2017 veröffentlichte sie ihren Debütroman One Day I Will Build a Castle of Money (En dag ska jag bygga ett slott av pengar).
Für ihre Darstellung der Mirja in Träum weiter wurde sie 2018 für den Filmpreis Guldbagge des Schwedischen Filminstituts in der Kategorie Beste Hauptdarstellerin nominiert, 2020 folgte eine Nominierung in der Kategorie Beste Nebendarstellerin für ihre Darstellung der Maggie in Ring Mamma!.
In der deutschsprachigen Fassung der Netflix-Serie Quicksand – Im Traum kannst du nicht lügen (2019) wurde sie von Esra Vural synchronisiert, in der zweiten und dritten Staffel der Netflix-Serie The Rain (2019/20) lieh ihr Friederike Walke die Stimme. In der im April 2021 veröffentlichten Netflix-Serie Schnelles Geld übernahm sie die weibliche Hauptrolle Leya. Für ihre Darstellung der Leya wurde sie im Rahmen der Berlinale 2022 als European Shooting Star ausgezeichnet. In der Netflix-Serie Who is Erin Carter? (2023) verkörperte sie die Titelrolle.
Ahmad ist mit dem Schauspielkollegen Ardalan Esmaili liiert, mit dem sie in Stockholm lebt.

## Filmografie (Auswahl)
- 2007: Ett öga rött
- 2007: Till slut (Kurzfilm)
- 2009: Bebådelse (Kurzfilm)
- 2010: Res dej inte! (Kurzfilm)
- 2010: Kommissar Winter (Kommissarie Winter, Fernsehserie)
- 2010: Septembervind (Kurzfilm)
- 2011: Betongbarnet (Kurzfilm)
- 2013–2015: 112 Aina (Fernsehserie)
- 2014: Blaue Augen (Blå ögon, Fernsehserie)
- 2015: Mazda (Kurzfilm)
- 2015: I nöd eller lust
- 2015: Kommissar Beck (Beck, Fernsehserie, Episode Anatomie des Todes/Sjukhusmorden)
- 2016: Inkräktare (Kurzfilm)
- 2016: Livet i Mattelandet (Fernsehserie)
- 2017: Träum weiter (Dröm vidare)
- 2017: Ingen så fin som du
- 2017: Vilken jävla cirkus
- 2018: Töchter der Sonne (Les filles du soleil)
- 2019: Quicksand – Im Traum kannst du nicht lügen (Störst av allt, Mini-Serie)
- 2019: Ring Mamma!
- 2019: The Restaurant (Vår tid är nu, Fernsehserie)
- 2020: Tsunami (Mini-Serie)
- 2019–2020: The Rain (Fernsehserie)
- 2021–2022: Schnelles Geld (Snabba Cash, Fernsehserie)
- 2023: Verdacht/Mord (Forhøret, Fernsehserie)
- 2023: Who is Erin Carter? (Fernsehserie)
- 2024: Secrets (Den gode stemning) (Fernsehserie, 8 Episoden)
- 2025: Criminal Squad 2 (Den of Thieves 2: Pantera)

## Publikationen
- 2017: One Day I Will Build a Castle of Money (En dag ska jag bygga ett slott av pengar), Roman

## Auszeichnungen und Nominierungen
Guldbagge
- 2018: Nominierung in der Kategorie Beste Hauptdarstellerin für Träum weiter[5][9]
- 2020: Nominierung in der Kategorie Beste Nebendarstellerin für Ring Mamma![5][9]

Internationale Filmfestspiele Berlin
- 2022: Auszeichnung als European Shooting Star für Schnelles Geld[12]